# Araneus orgaos
Araneus orgaos là một loài nhện trong họ Araneidae.
Loài này thuộc chi Araneus. Araneus orgaos được Herbert Walter Levi miêu tả năm 1991.